# Nationalliga A (Elektrorollstuhl-Hockey) 2014/15
Die Saison 2014/15 war die zweite Saison der Nationalliga A im Powerchair-Hockey in der Schweiz. Die Rolling Thunder Bern wurden überlegen Meister. Der Vorjahressieger, die Iron Cats Zürich, wurden diesmal nur Dritter. Wie in der Saison davor wird es keinen Absteiger und Aufsteiger geben.

## Spieltag NLA
| 1. Spieltag 6. September 2014 Bern |   |                       |      |
| Rolling Thunder Bern               | – | Iron Cats Zürich      | 5:2  |
| Zeka Rollers A                     | – | Whirldrivers Lausanne | 6:7  |
| Rolling Thunder Bern               | – | Zeka Rollers A        | 9:9  |
| Iron Cats Zürich                   | – | Whirldrivers Lausanne | 4:3  |
| Whirldrivers Lausanne              | – | Rolling Thunder Bern  | 7:18 |
| Iron Cats Zürich                   | – | Zeka Rollers A        | 8:4  |

| 2. Spieltag 15. November 2014 Wallisellen |   |                       |     |
| Zeka Rollers A                            | – | Iron Cats Zürich      | 3:4 |
| Rolling Thunder Bern                      | – | Whirldrivers Lausanne | 7:1 |
| Zeka Rollers A                            | – | Rolling Thunder Bern  | 5:7 |
| Whirldrivers Lausanne                     | – | Iron Cats Zürich      | 7:4 |
| Iron Cats Zürich                          | – | Rolling Thunder Bern  | 2:3 |
| Zeka Rollers A                            | – | Whirldrivers Lausanne | 3:9 |

| 3. Spieltag 28. März 2015 Lenzburg |   |                       |     |
| Whirldrivers Lausanne              | – | Rolling Thunder Bern  | 5:9 |
| Zeka Rollers A                     | – | Iron Cats Zürich      | 9:4 |
| Rolling Thunder Bern               | – | Iron Cats Zürich      | 3:4 |
| Whirldrivers Lausanne              | – | Zeka Rollers A        | 3:6 |
| Iron Cats Zürich                   | – | Whirldrivers Lausanne | 5:5 |
| Rolling Thunder Bern               | – | Zeka Rollers A        | 3:1 |

| 4. Spieltag 2. Mai 2015 Lausanne |   |                       |       |
| Iron Cats Zürich                 | – | Whirldrivers Lausanne | 0:2   |
| Rolling Thunder Bern             | – | Zeka Rollers A        | 8:5   |
| Zeka Rollers A                   | – | Iron Cats Zürich      | 5:6   |
| Whirldrivers Lausanne            | – | Rolling Thunder Bern  | 5:9   |
| Iron Cats Zürich                 | – | Rolling Thunder Bern  | 5:8   |
| Zeka Rollers A                   | – | Whirldrivers Lausanne | 10:11 |

## Tabelle NLA
| Pl.            | Verein                  | Sp. | S  | U | N | Tore    | Diff. | Punkte |
| -------------- | ----------------------- | --- | -- | - | - | ------- | ----- | ------ |
| 1.             | Rolling Thunder Bern    | 12  | 10 | 1 | 1 | 089:510 | +38   | 31     |
| 2.             | Whirldrivers Lausanne   | 12  | 5  | 1 | 6 | 065:810 | −16   | 16 1   |
| 3.             | Iron Cats Zürich (M, C) | 12  | 5  | 1 | 6 | 048:570 | −9    | 16 1   |
| 4.             | Zeka Rollers A          | 12  | 2  | 1 | 9 | 066:790 | −13   | 07     |
| Stand: Beendet |                         |     |    |   |   |         |       |        |

Legende

(M) – amtierender Schweizer Meister

(C) – Schweizer Cup-Sieger der letzten Saison

### Torschützen NLA (Top Ten)
| Pl.    | Name               | Team                  | Tore |
| ------ | ------------------ | --------------------- | ---- |
| 01.    | Stefan Müller      | Rolling Thunder Bern  | 73   |
| 02.    | Nelson Braillard   | Whirldrivers Lausanne | 36   |
| 03.    | Dominik Zenhäusern | Zeka Rollers A        | 28   |
| 04.    | Jan Schäublin      | Zeka Rollers A        | 27   |
|        | Grégoire Herzig    | Whirldrivers Lausanne | 27   |
| 06.    | Stefan Aschwanden  | Iron Cats Zürich      | 23   |
| 07.    | Noe Spirig         | Iron Cats Zürich      | 20   |
| 08.    | Colin Marschall    | Zeka Rollers A        | 11   |
| 09.    | Daniel Rolli       | Rolling Thunder Bern  | 10   |
| 10.    | Sarah Schmid       | Rolling Thunder Bern  | 06   |
| Quelle |                    |                       |      |

## Tabelle NLB
| Pl.            | Verein                      | Sp. | S  | U | N  | Tore    | Diff. | Punkte |
| -------------- | --------------------------- | --- | -- | - | -- | ------- | ----- | ------ |
| 1.             | Iron Cats Zürich II         | 18  | 16 | 1 | 1  | 049:500 | +44   | 49     |
| 2.             | Qualmende Reifen St. Gallen | 18  | 12 | 1 | 5  | 057:280 | +29   | 37     |
| 3.             | Lucerne Sharks              | 18  | 11 | 3 | 4  | 038:200 | +18   | 36     |
| 4.             | Zeka Rollers B              | 18  | 9  | 1 | 8  | 046:330 | +13   | 28     |
| 5.             | Whirldrivers II             | 18  | 8  | 2 | 8  | 047:230 | +24   | 26     |
| 6.             | Rolling Thunder Bern II     | 18  | 2  | 0 | 16 | 015:410 | −26   | 06     |
| 7.             | Iron Cats Zürich III        | 18  | 1  | 0 | 17 | 007:109 | −102  | 03     |
| Stand: Beendet |                             |     |    |   |    |         |       |        |

### Torschützen NLB (Top Ten)
| Pl.    | Name                | Team                        | Tore |
| ------ | ------------------- | --------------------------- | ---- |
| 01.    | Marco Ilic          | Lucerne Sharks              | 30   |
| 02.    | Driton Avdijaj      | Iron Cats II                | 24   |
| 03.    | Joshua Rothenbühler | Qualmende Reifen St. Gallen | 23   |
| 04.    | Nouh Arhab          | Whirldrivers Lausanne II    | 21   |
| 05.    | Lorenzo Gabrielli   | Zeka Rollers B              | 16   |
| 06.    | Mario Eugster       | Qualmende Reifen St. Gallen | 14   |
|        | Jem Momatz          | Whirldrivers Lausanne II    | 14   |
|        | Basil Hangarter     | Qualmende Reifen St. Gallen | 14   |
| 09.    | Daniel Weber        | Zeka Rollers B              | 13   |
| 10.    | José Schnider       | Zeka Rollers B              | 09   |
| Quelle |                     |                             |      |